# النيل الأبيض
النيل الأبيض هو نهر في أفريقيا، وأحد الروافد الرئيسية لنهر النيل، الرافد الآخر هو النيل الأزرق. سمي بالنيل الأبيض نسبة إلى الرواسب الطينية المحمولة في الماء والتي تغير لون الماء إلى اللون الشاحب.
يعرف النهر الذي ينبع من بحيرة فيكتوريا الواقعة بين كينيا وتنزانيا وأوغندا باسم نيل فيكتوريا، ويستمر في مساره لمسافة 500 كم (300 ميل) مرورا ببحيرة كييوجا ويعرف في السودان ببحر الغزال.
يلتقي بحر الغزال مع نيل ألبرت القادم من بحيرة ألبرت الواقعة بين الكونغو الديمقراطية وأوغندا، الذي يعرف في السودان باسم بحر الجبل. عند اتصال الفرعين (بحر الغزال وبحر الجبل) يمتد النيل لمسافة 720 كم (445 ميل) ويعرف فيها باسم النيل الأبيض، ويستمر النيل في مساره حاملا هذا الاسم حتى يدخل العاصمة السودانية الخرطوم ليلتقي بالنيل الأزرق القادم من إثيوبيا.